# Communauté de communes du Pays de la Serre
Pour les articles homonymes, voir Communauté de communes du Pays de Serres.
La communauté de communes du Pays de la Serre est une communauté de communes française, située dans le département de l'Aisne.

## Historique
- 1986 : création du "Syndicat du Pays de la Serre", regroupant 35 communes des cantons de Crécy-sur-Serre et de Marle. Ce syndicat avait pour objet "l’élaboration et la réalisation d’un programme de développement local, ainsi que la mise en œuvre de toute procédure destinée à assurer le développement des cantons de Crécy-sur-Serre et de Marle."[1]
- 1992 : création de la "Communauté de communes du Pays de la Serre", qui regroupe alors les communes d’Agnicourt-et-Séchelles, Assis-sur-Serre, Barenton-Bugny, Barenton-Cel, Barenton-sur-Serre, Bois-lès-Pargny, Bosmont-sur-Serre, Chalandry, Châtillon-les-Sons, Chéry-lès-Pouilly, Cilly, Couvron-et-Aumencourt, Cuirieux, Crécy-sur-Serre, Dercy, Erlon, Froidmont-Cohartille, Grandlup-et-Fay, Marcy-sous-Marle, Marle, Mesbrecourt-Richecourt, Montigny-le-Franc, Montigny-sur-Crécy, Mortiers, La Neuville-Bosmont, Monceau-le-Waast, Nouvion-et-Catillon, Nouvion-le-Comte, Pargny-les-Bois, Pierrepont, Pouilly-sur-Serre, Remies, Tavaux-et-Pontséricourt,Thiernu, Toulis-et-Attencourt, Verneuil-sur-Serre, Vesles-et-Caumont, Voyenne[2],[3]. Cette création porta dissolution et transfert des compétences et du patrimoine du Syndicat à la Communauté de communes.
- 1994 : les communes de Saint-Pierremont, Sons-et-Ronchères et Montigny-sous-Marle rejoignent la Communauté de communes[4].
- 1995 : prise de compétence : Élimination des déchets ménagers et assimilés[5].
- 1995 : la commune d'Autremencourt rejoint la Communauté de communes[6].
- 2003 : adoption du régime fiscal de la taxe professionnelle unique[7].
- 2006 : prise de compétence : Assainissement non collectif (contrôle), SCOT, activités périscolaires, mise en œuvre de la Charte et du contrat de Pays du Grand Laonnois[8].
- 2010 : prise de compétence : Maisons de santé Pluridisciplinaires et Élaboration d'un plan de mise en accessibilité de la voirie et des aménagements des espaces publics[9].
- 2013 : prise de compétence : Prestations de services et d'ingénierie de travaux pour le compte de collectivités et maîtrise d'ouvrage déléguée[10]
- 2016 : prise de compétence : Déploiement de la fibre optique pour l'accès au très haut débit sur l'ensemble du territoire communautaire[11].
- 2017 : prise de compétence : Plan Local d'Urbanisme Intercommunal, aménagement-entretien et gestion des aires d'accueil des gens du voyage et création et gestion des maisons de services au public[12]
- Décembre 2017 : prise de compétence : Transfert de la compétence assainissement non collectif (ANC) des compétences optionnelles vers les compétences facultatives[13].

## Territoire communautaire

### Géographie
La communauté regroupe les communes des deux anciens cantons de Crécy-sur-Serre et de Marle, soit 42 communes sur une superficie totale de 42 866 hectares.

### Composition
La communauté de communes est composée des 42 communes suivantes :

| Nom                     | Code Insee | Gentilé                      | Superficie (km2) | Population (dernière pop. légale) | Densité (hab./km2) |
| ----------------------- | ---------- | ---------------------------- | ---------------- | --------------------------------- | ------------------ |
| Crécy-sur-Serre (siège) | 02237      | Créçois                      | 17,9             | 1 487 (2022)                      | 83                 |
| Agnicourt-et-Séchelles  | 02004      | Agnicourtois                 | 10,79            | 188 (2022)                        | 17                 |
| Assis-sur-Serre         | 02027      | Assiens                      | 8,04             | 203 (2022)                        | 25                 |
| Autremencourt           | 02039      | Autremencourtois             | 9,15             | 175 (2022)                        | 19                 |
| Barenton-Bugny          | 02046      | Barentonais                  | 11,38            | 556 (2022)                        | 49                 |
| Barenton-Cel            | 02047      | Barentonnais ou Baraguins    | 6,69             | 108 (2022)                        | 16                 |
| Barenton-sur-Serre      | 02048      | Barentonnais                 | 8,05             | 128 (2022)                        | 16                 |
| Bois-lès-Pargny         | 02096      | Sylvestriens                 | 10,32            | 188 (2022)                        | 18                 |
| Bosmont-sur-Serre       | 02101      | Bosmontois                   | 9,68             | 171 (2022)                        | 18                 |
| Chalandry               | 02156      | Chalandréens                 | 7,66             | 242 (2022)                        | 32                 |
| Châtillon-lès-Sons      | 02169      | Châtillonnais                | 10,56            | 83 (2022)                         | 7,9                |
| Chéry-lès-Pouilly       | 02180      | Chérysiens                   | 17,22            | 737 (2022)                        | 43                 |
| Cilly                   | 02194      | Cillois                      | 9,3              | 175 (2022)                        | 19                 |
| Couvron-et-Aumencourt   | 02231      | Covéronnais                  | 13,33            | 931 (2022)                        | 70                 |
| Cuirieux                | 02248      | Cuiroliens                   | 6,46             | 154 (2022)                        | 24                 |
| Dercy                   | 02261      | Derçois                      | 11,17            | 394 (2022)                        | 35                 |
| Erlon                   | 02283      | Erlonais                     | 8,9              | 284 (2022)                        | 32                 |
| Froidmont-Cohartille    | 02338      | Froidmontois                 | 8,81             | 246 (2022)                        | 28                 |
| Grandlup-et-Fay         | 02353      | Grandlupois                  | 20,3             | 271 (2022)                        | 13                 |
| Marcy-sous-Marle        | 02460      | Marçois                      | 4,39             | 204 (2022)                        | 46                 |
| Marle                   | 02468      | Marlois                      | 13,79            | 2 224 (2022)                      | 161                |
| Mesbrecourt-Richecourt  | 02480      | Mesbrecourtois               | 8,98             | 318 (2022)                        | 35                 |
| Monceau-le-Waast        | 02493      | Moncellois                   | 5,41             | 216 (2022)                        | 40                 |
| Montigny-le-Franc       | 02513      | Monants                      | 9,9              | 138 (2022)                        | 14                 |
| Montigny-sous-Marle     | 02516      | Montigniacois ou Montigniens | 7,33             | 70 (2022)                         | 9,5                |
| Montigny-sur-Crécy      | 02517      | Montignais                   | 8,53             | 299 (2022)                        | 35                 |
| Mortiers                | 02529      | Mortiesains                  | 6,39             | 184 (2022)                        | 29                 |
| La Neuville-Bosmont     | 02545      | Neuvillois                   | 9,98             | 187 (2022)                        | 19                 |
| Nouvion-et-Catillon     | 02559      | Nouvionnais                  | 16,67            | 523 (2022)                        | 31                 |
| Nouvion-le-Comte        | 02560      | Nouvionnais                  | 7,98             | 241 (2022)                        | 30                 |
| Pargny-les-Bois         | 02591      | Pargnysois                   | 6,83             | 140 (2022)                        | 20                 |
| Pierrepont              | 02600      | Pierrepontais                | 10,54            | 336 (2022)                        | 32                 |
| Pouilly-sur-Serre       | 02617      | Pauliaciens                  | 9,9              | 496 (2022)                        | 50                 |
| Remies                  | 02638      | Remisiens                    | 8,98             | 240 (2022)                        | 27                 |
| Saint-Pierremont        | 02689      | Saint-Pierremontois          | 6,98             | 40 (2022)                         | 5,7                |
| Sons-et-Ronchères       | 02727      | Ronchérois                   | 9,2              | 207 (2022)                        | 22                 |
| Tavaux-et-Pontséricourt | 02737      | Tavelois                     | 25,42            | 549 (2022)                        | 22                 |
| Thiernu                 | 02742      | Thiernusiens                 | 6,16             | 120 (2022)                        | 19                 |
| Toulis-et-Attencourt    | 02745      | Toulisiens                   | 7,42             | 112 (2022)                        | 15                 |
| Verneuil-sur-Serre      | 02787      | Verneuillois                 | 7,86             | 255 (2022)                        | 32                 |
| Vesles-et-Caumont       | 02790      | Veslois                      | 10,34            | 243 (2022)                        | 24                 |
| Voyenne                 | 02827      | Voyennais                    | 13,97            | 309 (2022)                        | 22                 |

### Démographie
| 1968   | 1975   | 1982   | 1990   | 1999   | 2006   | 2011   | 2016   |
| ------ | ------ | ------ | ------ | ------ | ------ | ------ | ------ |
| 16 651 | 15 820 | 15 495 | 15 387 | 15 061 | 15 256 | 15 328 | 14 621 |

## Organisation

### Siège
L'intercommunalité a son siège à Crecy-sur-Serre, 1  rue des Telliers.

### Élus
La communauté de communes est administrée par son conseil communautaire, composé, pour la mandature 2020-2026 de 59 conseillers municipaux représentant chacune des communes membres et répartis comme suit : 
- 8 délégués pour Marle ;
- 5 délégués pour Crécy-sur-Serre ;
- 3 délégués pour Couvron-et-Aumencourt ;
- 2 délégués pour Barenton-Bugny, Chéry-lès-Pouilly, Pouilly-sur-Serre et Tavaux-et-Pontséricourt ;
- 1 délégué ou son suppléant pour les autres communes.

À la suite des élections municipales et sénatoriales de 2020, suivies de la démission de Pierre-Jean Verzelen (anciennement maire de Crécy-sur-Serre et président de la communauté de communes), le conseil communautaire a élu le 12 novembre 2020 sa nouvelle présidente, Carole Ribeiro, maire de Couvron-et-Aumencourt, et constitué son bureau pour la suite du mandat 2020-2026 : 
Vice-présidents
1. Jean-Luc Pertin, maire de Marle, délégué aux finances ;
2. Bertrand Jonneaux, maire de Crécy-sur-Serre, délégué au SPANC ;
3. Nicole Buirette, maire de Monceau-le-Waast , déléguée à l’insertion ;
4. Thierry Lecomte, maire de Nouvion-et-Catillon, délégué à l’économie ;
5. Francis Legoux, maire de Montigny-sous-Marle, délégué à l'habitat et aux travaux ;
6. Laurence Rytter, 1re adjointe de Chéry-lès-Pouilly, déléguée au portage de repas aux personnes âgées, aux cantines scolaires, aux loisirs, à la jeunesse et à l’enfance ;
7. Franck Felzinger, maire de Cuirieux, délégué aux affaires culturelles et au Parc de matériel communautaire ;
8. Christian Vuilliot, maire de Grandlup-et-Fay, délégué à l'urbanisme.

Autres membres
Les autres membres du bureau communautaire sont Maurice Lagneau (Pouilly-sur-Serre), Christian Blain (Marcy-sous-Marle), Bernard Collet (Remies), Louise Dupont (Erlon), Hubert Compère (Mesbrecourt-Richecourt), Alexandre Franquet (Montigny-le-Franc), Aldric Laye (Bois-lès-Pargny), Jean-Claude Guerin (Thiernu), Jean-Marc Talon (Pargny-les-Bois), Daniel Leturque (Tavaux-et-Pontséricourt), Jean-Michel Wattier (Montigny-sur-Crécy), Pierre-Jean Henninot (Cilly), Paulette Branquart (Mortiers), Hervé Gayraud (Nouvion-le-Comte), Cédric Méreau (Pierrepont).

### Liste des présidents
| Période       | Période                        | Identité             | Étiquette | Qualité |
| ------------- | ------------------------------ | -------------------- | --------- | --- |
| 1986          | 1993                           | Charles Brazier      | DVD       | Maire de Crécy-sur-Serre (1959 → 1993) Conseiller général de Crécy-sur-Serre (1951 → 1993) Président du conseil général de l'Aisne (1985 → 1988) |
| 1993          | avril 2014                     | Yves Daudigny        | PS        | Sénateur de l'Aisne (2008 → ) Conseiller général de Marle (1985 → 2015) Président du conseil général de l'Aisne (2001 → 2015) |
| avril 2014    | novembre 2020                  | Pierre-Jean Verzelen | UMP → LR  | Maire de Crécy-sur-Serre (2014 → 2020) Conseiller départemental de Marle (2015 → ) Premier vice-président du conseil départemental de l'Aisne (2015 → 2020) Président du SDIS de l'Aisne (2019 → 2020) Président de l'Union des maires de l'Aisne (2017 → ) Sénateur de l'Aisne (2020 → ) Démissionnaire à la suite de son élection comme sénateur |
| novembre 2020 | En cours (au 13 novembre 2020) | Carole Ribeiro       | SE        | Maire de Couvron-et-Aumencourt (2014 → ) |

### Compétences
L'intercommunalité permet aux communes de se regrouper pour assurer des services (ramassage des ordures ménagères, centre de loisirs, portage de repas, politique culturelle...) et pour mettre en place des projets de développement économique et d'aménagement.  
Les 42 communes du territoire ont ainsi décidé de transférer les compétences suivantes à l'intercommunalité, dans les conditions définies par le code général des collectivités territoriales :
- L'aménagement de l’espace :  
  - schéma de cohérence territoriale (SCOT), Plan local d’urbanisme (PLU) intercommunal et autres documents d'urbanisme ;
  - Projet de territoire et charte intercommunale de développement et d’aménagement du Pays de la Serre ;
  - zones d’aménagement concerté (ZAC) reconnues d’intérêt communautaire (ZAC à vocation de plus de 50 hectares et ZAC à vocation économique) ;
  - Aménagement rural.
- Les actions de développement économique intéressant l’ensemble de la communauté :
  - Commerce, artisanat, services et activités agricoles ;
  - Accueil, conseil et accompagnement des créateurs et chefs d’entreprise ;
  - Actions de développement économique compatibles avec le schéma régional de développement économique, d’innovation et d’internationalisation ;
  - Zones d'activité ;
  - Politique locale du commerce et soutien aux activités commerciales d'intérêt communautaire ;
  - Promotion du tourisme, dont la création d'offices de tourisme ;
- Environnement : Collecte et Traitement des déchets ménagers et assimilés, soutien aux actions de protection du milieu naturel ;
- Aires d’accueil des gens du voyage.
- Politique du logement social d’intérêt communautaire et actions en faveur du logement des personnes défavorisées :
  - Procédures et outils opérationnels en matière de politique de l’habitat et d’amélioration de logements
  - Constitution d’un parc communautaire de logements locatifs
- Voiries d’intérêt communautaire, desservant les zones d’activités économiques, les lotissements communautaires et les équipements intercommunaux jusqu’aux carrefours avec les voies communales ou départementales les plus proches.
- Actions sanitaires et sociales d’intérêt communautaire : 
  - maisons de santé pluridisciplinaires contribuant à maintenir la présence de professionnels
  - Insertion des publics en difficultés
  - Service de portage de repas à domicile et aux restaurants scolaires ;
  - Services liés à la garde des enfants ;
  - Service emploi-formation, formation des jeunes, des demandeurs d’emplois, de la population et des entreprises membres et soutien aux associations ou organisations œuvrant dans ce domaine.
- Maisons de services au public (MSAP) ;
- Activités sportives, de loisirs, culturelles et périscolaires ;
- Développement des loisirs et du tourisme, itinéraires de randonnée ;
- École de musique intercommunale.
- Constitution d’un parc de matériel intercommunal.
- Mise en œuvre de la Charte et du Contrat du Pays du Grand Laonnois.
- Élaboration du plan de mise en accessibilité de la voirie et des aménagements des espaces publics.
- Prestations de services et d’ingénierie de travaux pour le compte des collectivités, de groupements de collectivités et d’établissements publics ;
- Réseaux et services locaux de communications électroniques
- Service public d’assainissement non collectif (S.P.A.N.C)

### Régime fiscal et budget
La communauté de communes est un établissement public de coopération intercommunale à fiscalité propre.
Afin de financer l'exercice de ses compétences, l'intercommunalité perçoit la fiscalité professionnelle unique (FPU) – qui a succédé à la taxe professionnelle unique (TPU) – et assure une péréquation de ressources entre les communes résidentielles et celles dotées de zones d'activité.
Elle verse une dotation de solidarité communautaire (DSC) à ses communes membres.
Ses principales recettes sont :
- La dotation globale de fonctionnement bonifiée[3],
- La contribution économique territoriale[3],
- Une part de la taxe d'habitation,
- Une part de la taxe foncière sur les propriétés non-bâties,
- Une part de l'imposition forfaitaire sur les entreprises de réseaux,
- La Redevance d'Enlèvement des Ordures Ménagères[3],
- La Redevance d'assainissement non-collectif,
- Les produits des services.

Ses dépenses se répartissent entre l'investissement (création de zone d'activités, construction de la Maison de Santé du Pays de la Serre et de la Maison des Services) et le fonctionnement (redistribution aux communes par le biais de la dotation de solidarité communautaire, fonctionnement des services, charges de personnel...). Pour cela un budget est établi et est voté par le conseil communautaire tous les ans. Il matérialise les grandes orientations prises par la communauté de communes du Pays de la Serre.

### Effectifs
Pour l'exercice de ses compétences, fin 2018, l'intercommunalité employait 69 agents, dont 29 fonctionnaires titulaires et 22 salariés en contrat d'insertion, ainsi que, au cours de l'année, 50 animateurs saisonniers.

## Projets et réalisations
Selon le président Verzelen, qui s'exprimait en 2016, « La reconversion économique de la base militaire de Laon-Couvron, l'accroissement du Pôle d'activités du Griffon et, le déploiement du très haut débit sur l'ensemble du territoire. Le Pays de la Serre est une collectivité qui fait le choix de l'investissement et de l'avenir  ».